# Anggisu Barbosa
Anggisu Barbosa (sinh ngày 16 tháng 3 năm 1993) là một cầu thủ bóng đá, hiện tại thi đấu ở vị trí tiền đạo cho Đội tuyển bóng đá quốc gia Đông Timor. Anh là cầu thủ trẻ thứ hai có màn ra mắt cho Đội tuyển bóng đá quốc gia Đông Timor ở thời điểm 15 tuổi 217 ngày, kỉ lục trẻ nhất thuộc về Adelino Trindade khi có màn ra mắt lúc 15 tuổi 172 ngày.

## Sự nghiệp quốc tế
Barbosa có màn ra mắt quốc tế ở Vòng loại Giải vô địch bóng đá Đông Nam Á 2008 trước Đội tuyển bóng đá quốc gia Campuchia vào ngày 19 tháng 10 năm 2008 vào thời điểm 15 tuổi 217 ngày, anh cũng ghi bàn thắng quốc tế đầu tiên trong trận đấu đó.

### Bàn thắng quốc tế
| #  | Ngày                 | Địa điểm                                       | Đối thủ   | Tỉ số | Kết quả | Giải đấu                                       |
| -- | -------------------- | ---------------------------------------------- | --------- | ----- | ------- | ---------------------------------------------- |
| 1. | 19 tháng 10 năm 2008 | Sân vận động Olympic, Phnôm Pênh, Campuchia    | Campuchia | 1–0   | 2–2(D)  | Vòng loại giải vô địch bóng đá Đông Nam Á 2008 |
| 2. | 24 tháng 10 năm 2010 | Sân vận động Quốc gia Lào mới, Viêng Chăn, Lào | Campuchia | 2–4   | 2–4(L)  | Vòng loại giải vô địch bóng đá Đông Nam Á 2010 |
| 3. | 16 tháng 10 năm 2014 | Sân vận động Quốc gia Lào mới, Viêng Chăn, Lào | Campuchia | 1–0   | 2–3(L)  | Vòng loại giải vô địch bóng đá Đông Nam Á 2014 |
| 4. | 21 tháng 10 năm 2016 | Sân vận động Olympic, Phnôm Pênh, Campuchia    | Campuchia | 1–2   | 2–3(L)  | Vòng loại giải vô địch bóng đá Đông Nam Á 2016 |